# Henok Mulubrhan
Henok Mulubrhan (Asmara, 11 novembre 1999) è un ciclista su strada eritreo che corre per l'XDS Astana Team, professionista dal 2022.

## Palmarès
- 2018 (World Cycling Centre)

4ª tappa Tour de l'Espoir (Akonolinga > Yaoundé)
- 2019 (World Cycling Centre)

Campionati africani, Gara in linea Under-23
- 2022 (Bike Aid, una vittoria)

Campionati africani, Gara in linea Elite
- 2023 (Green Project-BardianiCSF-Faizanè, sei vittorie)

Campionati africani, Gara in linea Elite
3ª tappa Tour du Rwanda (Huye > Musanze)
8ª tappa Tour du Rwanda (Kigali > Kigali)
Classifica generale Tour du Rwanda
7ª tappa Tour of Qinghai Lake (Xihaizhen > Gonghe)
Classifica generale Tour of Qinghai Lake
- 2024 (Astana Qazaqstan Team, una vittoria)

Campionati africani, Gara in linea Elite
- 2025 (XDS Astana Team, tre vittorie)

1ª tappa Tour du Rwanda (Rukomo > Kayonza)
6ª tappa Tour of Qinghai Lake (Ganagcha > Gonghe)
Classifica generale Tour of Qinghai Lake

### Altri successi
- 2018 (World Cycling Centre)

Classifica scalatori Tour de l'Espoir
Africa Cup, Cronometro a squadre
- 2022 (Bike Aid)

Campionati africani, Cronometro a squadre
- 2023 (Green Project-BardianiCSF-Faizanè)

Classifica miglior africano Tour du Rwanda
Classifica a punti Tour of Qinghai Lake
- 2024 (Astana Qazaqstan Team)

Classifica a punti Tour of Qinghai Lake
- 2025 (XDS Astana Team)

Classifica a punti Tour of Qinghai Lake

## Piazzamenti

### Grandi Giri
- Giro d'Italia

2023: 86º
2024: 47º

### Classiche monumento
- Milano-Sanremo

2023: 162º
- Giro di Lombardia

2022: ritirato
2023: 113º

### Competizioni mondiali
- Campionati del mondo

Doha 2016 - In linea Junior: ritirato
Innsbruck 2018 - In linea Under-23: 80°
Innsbruck 2018 - Cronometro Under-23: 55°
Harrogate 2019 - In linea Under-23: 73°
Fiandre 2021 - In linea Under-23: 60°
Fiandre 2021 - Cronometro Under-23: non partito
Wollongong 2022 - In linea Elite: ritirato
Glasgow 2023 - In linea Elite: ritirato
Zurigo 2024 - In linea Elite: ritirato